# Дилеу Веки (Муреш)
Дилеу Веки (рум. Dileu Vechi) насеље је у Румунији у округу Муреш у општини Огра. Oпштина се налази на надморској висини од 315 m.

## Становништво
Према подацима из 2002. године у насељу је живело 239 становника.

### Попис2002.
| Расподела становништва по националности 2002.‍ | Расподела становништва по националности 2002.‍ | Расподела становништва по националности 2002.‍ | Расподела становништва по националности 2002.‍ | Расподела становништва по националности 2002.‍ |
| --------------------------------------------- | --------------------------------------------- | --------------------------------------------- | --------------------------------------------- | --------------------------------------------- |
|                                               |                                               |                                               |                                               |                                               |
| Румуни                                        | Румуни                                        |                                               | 109                                           | 45,6%                                         |
| Мађари                                        | Мађари                                        |                                               | 105                                           | 43,9%                                         |
| Роми                                          | Роми                                          |                                               | 25                                            | 10,5%                                         |